# 铜石岭冶铜遗址
铜石岭冶铜遗址，位于中国广西壮族自治区北流县民安公社，为一个省级文物保护单位，类型为古遗址，为第二批广西壮族自治区文物保护单位，公布时间为1981年8月25日。
铜石岭冶铜遗址的历史年代为汉～唐。